# Мураха Антц
«Мураха Антц» (англ. Antz) — американський комп'ютерний анімаційний фільм 1998 року. Бюджет стрічки — 42-105 млн дол.
Світова прем'єра відбулася 19 вересня 1998 року.

## Сюжет
Великий мурашник у нью-йоркському центральному парку поділено на дві касти: там живуть мурахи-робітники та мурахи-солдати. Якогось вибору і ті, й інші позбавлені: поділ відбувається відразу після народження. Робітники працюють з ранку до ночі, працюючи над проєктом «Мегатунель» — область мурашника, яка за проєктом генерала Гнойовика стане райською зоною відпочинку. Сам Гнойовик, проте, з презирством ставиться до робітників, а в обговореннях Мегатунеля часто згадує, що його відкриття «змиє весь бруд». Він запитує свого підлеглого, крилатого полковника Короїда, список солдатів, які віддані Королеві-матці, після чого вирішує відправити їх у бій з армією термітів, які дислокувалися недалеко від їхнього мурашника. Тим часом головний герой, мураха Зед, який любить пофілософствувати й побурчати (що він різко відрізняється від решти мурах), вважає свою приналежність до касти робітників несправедливою. Він упевнений, що важка одноманітна праця — це не те що йому потрібно, і що його покликання — щось більше, ніж щоденна рутина мурашки-робітника.
Його подруга, робітнича Ацтека, намагається переконати Зеда, що хоча б для самих робітників він невіддільний, тому що в колективній праці всі вони єдині. Зед міркує про те, чи є десь утопія з зовсім іншим життям, де кожен може жити так, як сам цього хоче. Випадково в барі він дізнається від п'яної мурахи Гребса про існування якоїсь Інсектопії, яка якраз є такою утопією.
Якось увечері в цей бар інкогніто проникає дочка Королеви та наречена Гнойовика принцеса Бала, якій сумно від життя у палаці. Вона зацікавлюється Зедом, бо у цей момент усі мурахи злагоджено танцюють, а він єдиний, хто сидить за барною стійкою. Вона запрошує Зеда на танець і він поступово закохується в неї, а самі вони починають танцювати індивідуальний танець (всі інші мурахи танцюють лише однакові па). На жаль, Зед налітає на солдата, і в бійці, що зав'язалася, Бала випадково розкриває Зеду свою особистість і, поцілувавши його, тікає. Весь наступний день Зед перебуває в ейфорії й, дізнавшись від бармена, що наступного ранку призначено королівську інспекцію армійських взводів, вигадує план: він умовляє свого кращого друга, мурашки-солдата Вівера, помінятися з ним місцями. Але під час маршу перед Королевою Бала не помічає Зеда, а потім перед солдатами виступає Гнійник і, на жах Зеда, оголошує, що вони вирушають штурмувати колонію термітів, що живуть по сусідству. Під час бою Зеда рятує мураха-сержант Барбатус, що перейнявся до нього симпатією. Зед провалюється в яму з якої вибирається тільки до ранку і виявляє, що обидві сторони розгромлені, а він єдиний, хто вижив. Випадково він знаходить відірвану голову Барбатуса, який перед смертю просить Зеда не повторювати його помилок: не виконувати сліпо чиїсь накази, а діяти з власної волі.
Пригнічений Зед повертається в мурашник, де його вшановують як героя. На аудієнції з Корольовою випадково розкривається знайомство Зеда з Балою, через що він налаштовує проти себе Королеву (бо робітник не мав права мінятися місцями з солдатом) і Гнойовика (бо Бала його наречена). Зед ховається за Балу і мимоволі бере її в заручники. Вона намагається вирватися і штовхає його у бік сміттєзбірника, через що вони удвох вилітають за межі мурашника. Послані на допомогу Балі солдати відступають, коли несподівано над мурашником зависає людська рука з лупою, і сфокусований сонячний промінь створює хвилю, що спалює, смертельну для мурах. Рятуючись від нього, Зед і Бала тікає ще далі від мурашника, після чого Зед вирішує рухатися до Інсектопії, бо побачив один з орієнтирів, що вказують туди дорогу. Бала вважає Інсектопію вигадкою, але погоджується вирушити разом з ним, коли Зед запитує її, чи готова вона повернутися в мурашник, щоб стати дружиною Гнойовика (якого вона зовсім не любить), а заразом обіцяє повернути її додому, якщо Інсектопія дійсно виявиться вигадкою. У дорозі Бала поступово переймається повагою та любов'ю до Зеду.
Тим часом у мурашнику викрадення Бали обростає такими небилицями, що Вівер, не стримавшись, розкриває, що Зед був не солдатом, а робітником. Це призводить до несподіваного ефекту: думка, що мурашка-робоча проявила свавілля, миттю облітає мурашник, і робітники відмовляються працювати, вимагаючи, щоб Зеду дозволили повернутися. Гнойовик заспокоює протестувальників, навіявши їм, що Зед покинув їх, і відправляє далі будувати Мегатунель, пообіцявши робітникам значні покращення умов життя після закінчення їхньої роботи над тунелем. Побачивши в натовпі протестувальників Уівера, він викликає того на допит, де за допомогою силових методів вимагає від Уівера та Ацтеки (яка на той момент полюбила Уівера) сказати, куди міг вирушити Зед. Вівер зізнається про Інсектопію, але несподівано Гнойовик визнає, що вона не міф, і пускає слідом втікачів полковника Короїда, попередньо наказавши йому вбити Зеда. Тим часом Зед і Бала таки дістаються Інсектопії, але ввечері туди прилітає Короїд. Він не бачить Зеда (бо той відлучився), а Бала про всяк випадок бреше, що Зед мертвий. Перш ніж Короїд насильно відведе її до мурашника, Бала (якій перед цим Зед розповів про смерть Барбатуса) запитує Короїда: чому він виконує накази Гнойовика, хоча вона бачить, що думка в нього зовсім інша.
У мурашнику її призводять до Гнойовика і тут же з'ясовується справжня суть його плану: він одержимий ідеєю створення нової колонії з сильним «корисним» населенням, якими він вважає солдатів, а робітники, на його думку, найнижчі примітивні істоти. Мегатунель насправді є пасткою: у цей момент у ньому знаходяться нібито на церемонії відкриття всі робітники мурашника на чолі з Корольовою, але сама конструкція проходить під великою калюжею і коли остання перешкода буде зруйнована, то Мегатунель затопить водою. Балу збираються залишити живою, щоб вона дала початок новій колонії мурах. Зеду вдається дістатися до Мурашника за допомогою оси Чіпа і визволити Балу з ув'язнення. Одночасно Гнойовик виголошує промову в Мегатунелі й, йдучи, наказує перекрити всі виходи з нього. Балі та Зеду вдається в останній момент туди пробратися і попередити всіх про небезпеку, але остання перешкода вже розбита і тунель починає затоплювати. Зеду приходить ідея побудувати з мурах живі сходи та прорити через стелю тунелю шлях назовні. Коли він першим вилазить на поверхню, то стикається з Гнойовиком. Дізнавшись, що робітники зуміли побудувати з себе сходи, солдати починають сумніватися в словах Гнойовика про їхню нікчемність. Несподівано Короїд, якого через слова Бали теж мучать сумніви, дає відсіч Гнойовику, і той люто кидається на нього, збираючись скинути в отвір. Зед в останній момент відштовхує Короїда і разом із Гнойовиком летить униз. Гнойовик розбивається об корінь, а Зед падає у воду, але Короїд рятує його.
Усіх робітників разом із Корольовою витягують на поверхню. В епілозі Зед розповідає, що вони з Балою одружилися і перебудували колонію — відтепер кожна мураха в ній є цінною і є індивідуумом.

## Ролі озвучили
| Актор              | Роль                  |
| ------------------ | --------------------- |
| Вуді Аллен         | Z Маріон-4195         |
| Джин Гекмен        | генерал Гнойовик      |
| Шерон Стоун        | принцеса Бала         |
| Дженніфер Лопес    | Ацтека                |
| Сильвестр Сталлоне | капрал Вівер          |
| Крістофер Вокен    | полковник Катер       |
| Денні Ґловер       | штаб-сержант Барбатус |
| Енн Бенкрофт       | королева              |
| Ден Екройд         | Чіп                   |
| Джим Каммінгс      | додаткові голоси      |